# Parafia św. Michała Archanioła w Sokołowsku
Parafia św. Michała Archanioła – parafia prawosławna w Sokołowsku, w dekanacie Wrocław diecezji wrocławsko-szczecińskiej.
Na terenie parafii funkcjonuje 1 cerkiew i 1 kaplica:
- cerkiew św. Michała Archanioła w Sokołowsku – parafialna
- kaplica św. Łukasza Biskupa Krymu i Świętych Męczennic Elżbiety i Barbary w Sokołowsku – pomocnicza[2]

Parafia w Sokołowsku, erygowana w 1998 r., była najmniejszą placówką Polskiego Autokefalicznego Kościoła Prawosławnego; w 2010 r. liczyła dwóch wiernych. W 2018 r. do parafii należały 3 rodziny, na miejscu przebywał też mnich, niosący posługę w cerkwi.

## Dom gościnny św. Męczennicy Elżbiety

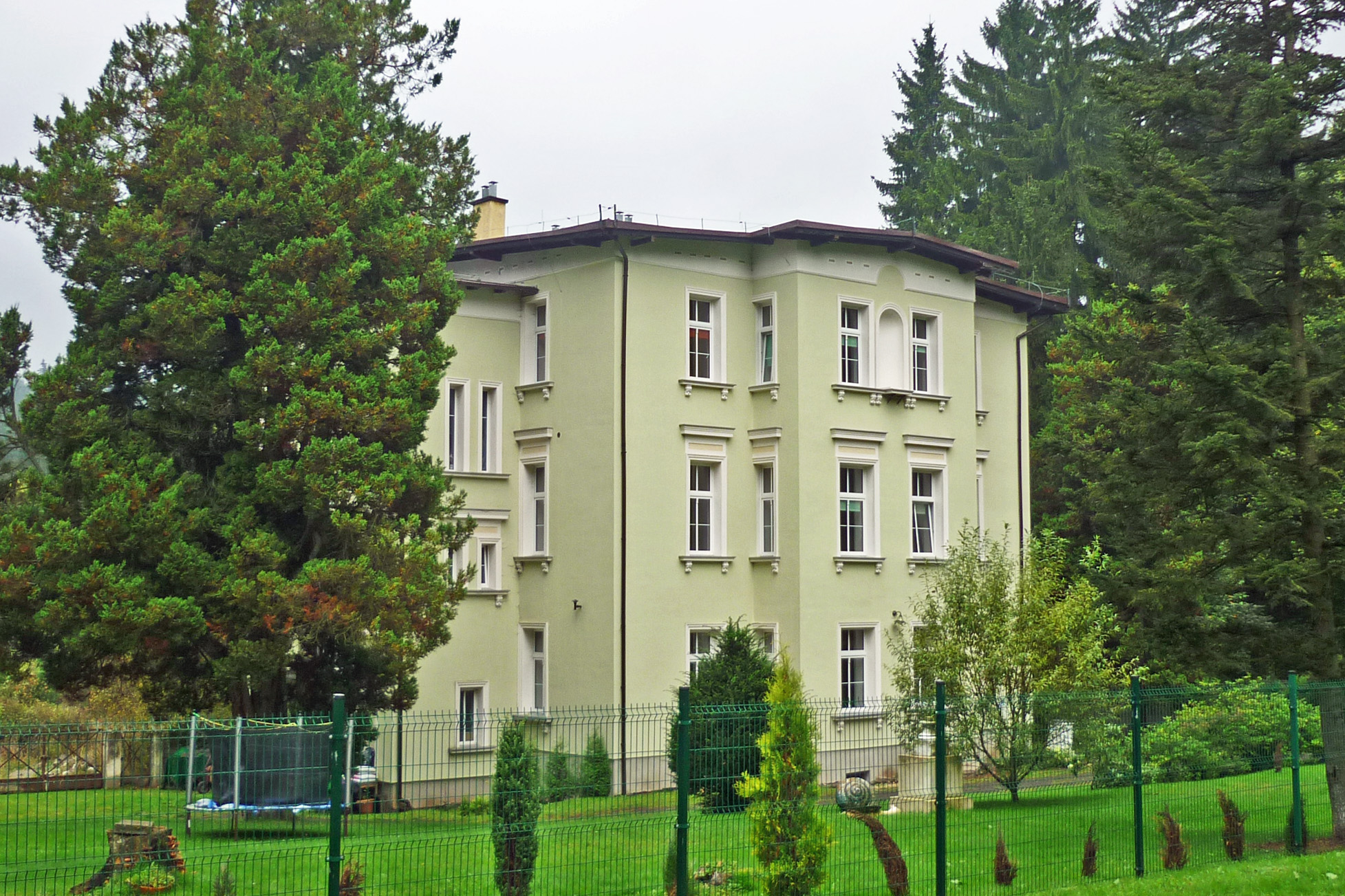
Dom gościnny św. Męczennicy Elżbiety w Sokołowsku

Parafia prowadzi dom gościnny św. Męczennicy Elżbiety w Sokołowsku (przy ulicy Parkowej 4), w którym znajduje się kaplica pod wezwaniem św. Łukasza Biskupa Krymu i Świętych Męczennic Elżbiety i Barbary, poświęcona 2 września 2017 r. przez biskupa baryszewskiego Wiktora (Ukraiński Kościół Prawosławny Patriarchatu Moskiewskiego).

## Wykaz proboszczów
- 1998–2021 – ks. Eugeniusz Cebulski
- od 2021 – ks. Grzegorz Cebulski[1]